# カンベレン
カンベレン(Cambérène)はダカール市の19の区（仏: Commune d'arrondissement）のひとつ。市の北東部に位置する。区の東から南はゲジャワイ県に隣接する。カンベレンはもともとレブ族の村であり、イスラム教の一派であるライエン教団の総本山がある。
人口は2007年推計で約41,500人。